# 감자빵
감자빵(potato bread)은 밀가루 대신에 감자를 빻은 가루를 쓰는 빵의 종류이다. 감자빵은 많은 방법으로 구워지는데 번철 또는 프라이팬에 굽는 방법도 있으며 오븐을 예열한 뒤 굽는 방법 또한 존재한다. 보통 이스트는 들어가지 않지만 이스트가 들어가는 레시피도 있다. 빵에 다른 재료들을 곁들이기도 한다. 감자와 밀의 비율 또한 감자가 많이 들어가는 레시피가 있는가 하면 밀가루가 많이 들어가는 레시피 또한 존재해서 레시피에 따라 다양하다. 으깬 감자가 들어가기도 하며 건조한 감자가 들어갈 때도 있다. 많은 나라에서 감자빵은 상업적으로 팔린다.

## 종류

### 독일
카토펠브롯은 스펠트밀과 호밀 가루를 포함하고 있는 감자빵의 종류이다.

### 아일랜드
아일랜드의 감자빵은 더 좋은 질감을 위해 밀가루 대신 귀리가루를 쓴다.
그 중 사과 감자빵은 사과를 기르는 것으로 유명한 북아일랜드 아마주의 아마에서 처음 생긴 감자빵의 종류이다. 단맛이 나며, 페이스트리와 비슷하다.
"감자 팔"이라는 종류의 빵도 있다. 이 감자빵은 다른 감자빵과 비슷하지만 질감이 부드럽고 먹을 때 사각형 모양으로 잘라서 먹는다. 밀가루가 살짝 뿌려진 것도 특징 중 하나이다. 북아일랜드에서 잘 알려져 있으며 특히 울스터에서는 매우 유명하다.

### 스코틀랜드
스코틀랜드에는 타이 스콘이라는 감자빵의 종류가 존재한다. 이 빵은 아일랜드의 감자 팔과 비슷하지만 사각형 모양으로 잘라서 먹기보다는 둥근 빵을 4개의 조각으로 잘라서 먹는다. 이는 귀리빵과 같은 방법이다.

### 폴란드
폴란드의 감자빵은 바람이 잘 통하는 구조로 이루어져 있으며 무게는 가볍다.

### 미국
미국의 감자빵은 폴란드의 감자빵과 비슷하게 바람이 잘 통하며 가볍다. 이 빵은 하얀 밀가루로 만든 빵들과 매우 비슷하지만 약간의 노란색 색조를 가지고 있으며 감자의 맛이 나는 등 다른 점 또한 상당히 많다.

## 이름들
감자빵은 지역에 따라 많은 이름을 가지고 있다. 아일랜드에서는 팟지, 슬림스, 포테이토 케이크, 포테이토 팔 그리고 타티 브레드라고 불리며 스코틀랜드 지방에서는 타우티나 타티 스콘이라는 이름도 쓰인다.

## 같이 보기
- 아일랜드 요리
- 스코틀랜드 요리
- 감자
- 빵 목록